# Rhabdogaster cornuta
Rhabdogaster cornuta là một loài ruồi trong họ Asilidae. Rhabdogaster cornuta được Londt miêu tả năm 2006. Loài này phân bố ở vùng nhiệt đới châu Phi.